# Комаровский сельсовет (Курская область)
Комаро́вский сельсовет — муниципальное образование со статусом сельского поселения в Кореневском районе Курской области Российской Федерации.
Административный центр — село Комаровка.

## История
Статус и границы сельсовета установлены Законом Курской области от 21 октября 2004 года № 48-ЗКО «О муниципальных образованиях Курской области».

## Население
| 2002 | 2010 | 2012 | 2013 | 2014 | 2015 | 2016 |
| ---- | ---- | ---- | ---- | ---- | ---- | ---- |
| 993  | ↘757 | ↘722 | ↘690 | ↘680 | ↘670 | ↘665 |
| 2017 | 2018 | 2019 | 2020 | 2021 |      |      |
| ↘641 | ↘625 | ↘618 | →618 | ↘526 |      |      |

## Состав сельского поселения
| № | Населённый пункт | Тип населённого пункта       | Население |
| - | ---------------- | ---------------------------- | --------- |
| 1 | 10-й Октябрь     | посёлок                      | ↘0        |
| 2 | Апанасовка       | село                         | ↘199      |
| 3 | Вишневка         | деревня                      | ↘49       |
| 4 | Комаровка        | село, административный центр | ↘509      |